# Rue du Commandant-L'Herminier
La rue du Commandant-L'Herminier est une voie du 20e arrondissement de Paris.

## Situation et accès
Située au-delà du boulevard périphérique de Paris et faisant partie du quartier de Charonne, elle est limitrophe de la commune de Saint-Mandé au-delà de son trottoir oriental qui fait toutefois partie du territoire de Paris.
La rue du Commandant-L'Herminier est accessible à proximité par la ligne de métro 1 à la station Saint-Mandé.

## Origine du nom

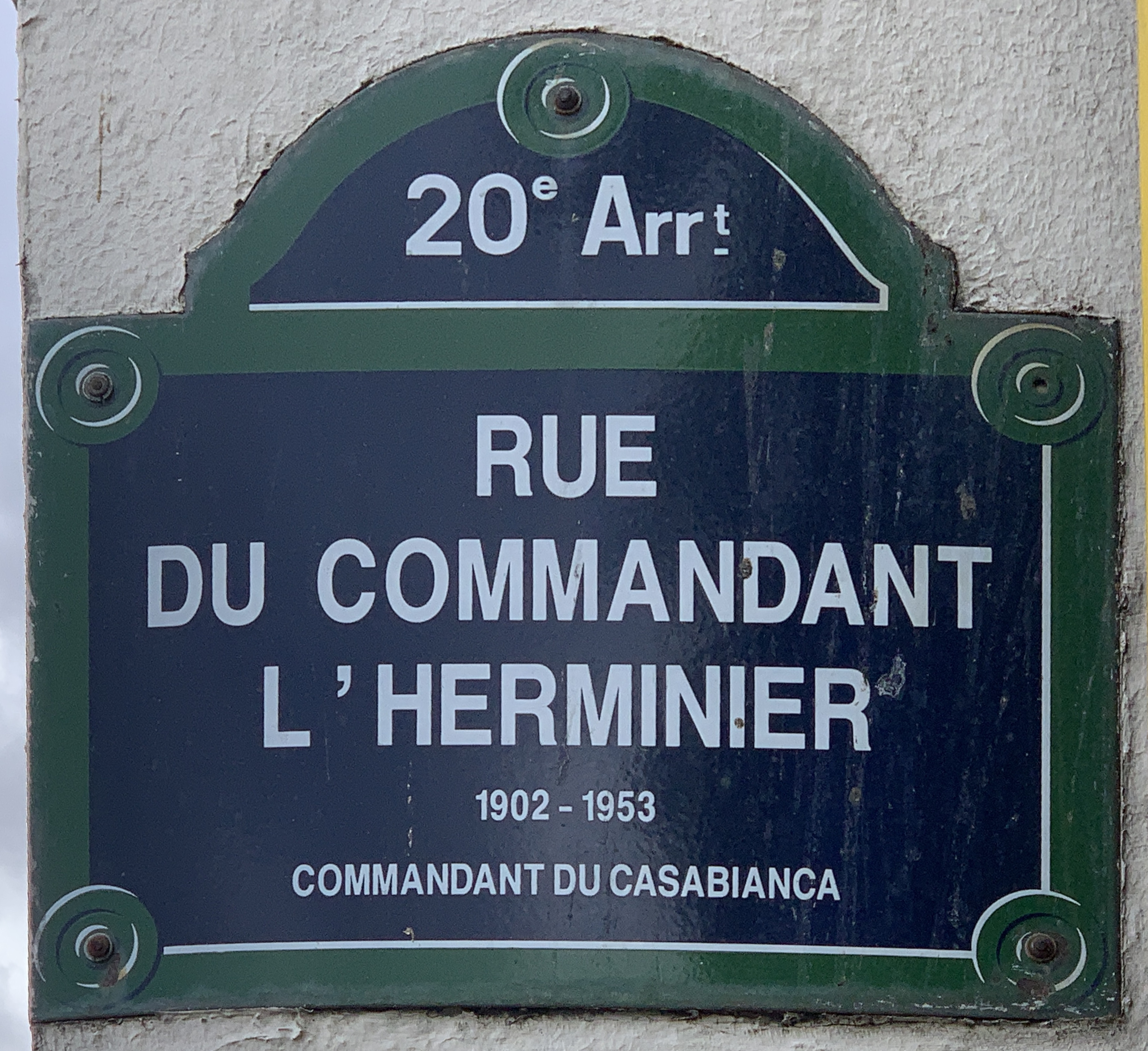
Plaque de la rue.

Cette rue porte le nom de l'officier de marine français Jean L'Herminier (1902-1953) qui a accompli de nombreuses missions secrètes sur les côtes de France à bord du sous-marin Casabianca durant la Seconde Guerre mondiale,.

## Historique
La voie est ouverte en 1961 par la ville de Paris dans le cadre de la construction du périphérique de Paris sous le nom provisoire de « voie AV/20 » et prend sa dénomination actuelle par un arrêté du 18 avril 1963. Le nom de « rue du Commandant-L'Herminier » fut d'abord attribué à l'actuelle rue André-Bréchet située dans le 17e arrondissement.
Une partie de la voie délimitait la ZAC Porte-de-Vincennes.

## Bâtiments remarquables et lieux de mémoire
La rue fait angle avec le bâtiment de l'avenue de la Porte-de-Vincennes où se trouve la supérette Hyper Cacher, théâtre de la prise d'otages du 9 janvier 2015.